# Азид фтора
Ази́д фто́ра (триа́задиенилфтори́д, фтори́д триазо́та) — неорганическое соединение, фторангидрид азотистоводородной кислоты с формулой N3F, при нормальных условиях зеленовато-жёлтый газ, реагирует с водой.
Очень взрывоопасное соединение.

## Получение
Фторированием азотистоводородной кислоты:
{\displaystyle {\mathsf {F_{2}+HN_{3}\ {\xrightarrow {}}\ N_{3}F+HF}}.}

## Физические свойства
Азид фтора при нормальных условиях — зеленовато-жёлтый газ.
Является одним из самых неустойчивых ковалентных азидов. Разлагается со взрывом уже при температуре кипения.
Вещество удобно хранить в газообразном состоянии при пониженном давлении.